# Raba Wyżna
Raba Wyżna is een dorp in de Poolse woiwodschap Klein-Polen. De plaats maakt deel uit van de gemeente Raba Wyżna en telt 4116 inwoners.

## Verkeer en vervoer
- Station Raba Wyżna